# Upsherin

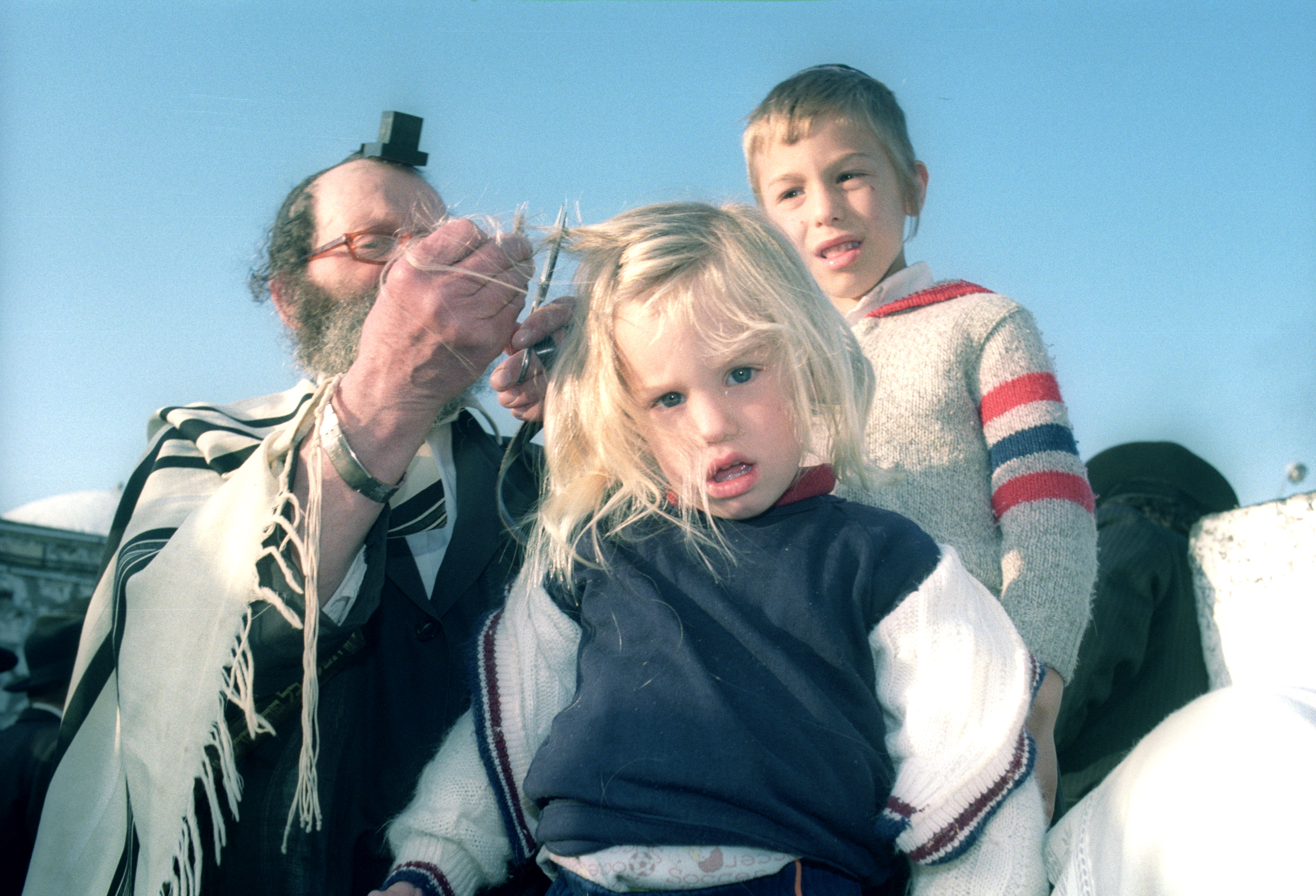
Upsherin, 1992

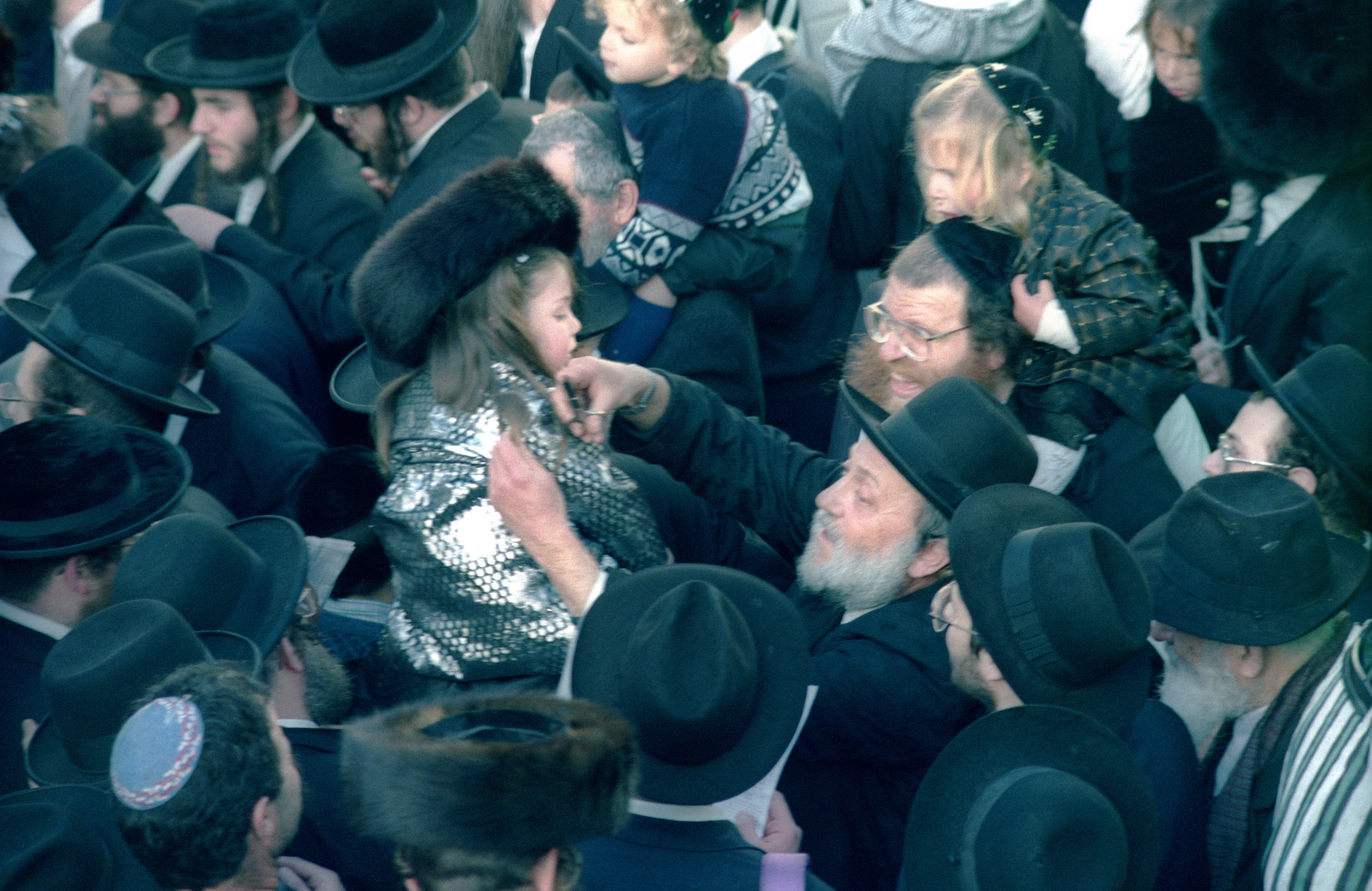
Upsherin, 1992

Upsherin o Upsherinish (yiddish: אפשערן, lett. "tagliar via") è una cerimonia ebraica del primo taglio di capelli. Gli ebrei osservano tale costumanza quando il bambino maschio ha tre anni. La cerimonia è nota anche come "chalaqah", scritto in ebraico חלאקה, da cui anche la parola araba حلاقة.

## Sviluppo storico
La tradizione upsherin è relativamente nuova per l'ebraismo e risale soltanto fino al XVII secolo.